# Berformance Arena
La Berformance Arena (anche noto come Stadion Schaffhausen e precedentemente LIPO Park e Wefox Arena) è uno stadio calcistico sito nella città svizzera di Sciaffusa, nell'omonimo cantone.
Inaugurato nel 2017, ospita le partite casalinghe della principale squadra cittadina, lo Sciaffusa, che in precedenza usufruiva dello Stadion Breite.

## Storia
Nei primi anni 1990 l'obsolescenza dello Stadion Breite, storico stadio cittadino costruito nel 1950, ormai troppo poco capiente e strutturalmente inadeguato alle normative della Swiss Football League (che venivano regolarmente derogate per evitare la dismissione dell'arena), evidenziò la necessità di dotare Sciaffusa di una nuova e più moderna struttura deputata al gioco del calcio. Nel 2004-2005, all'atto del momentaneo ritorno del club cittadino in massima serie, il problema divenne evidente: il "Breite" fu infatti faticosamente portato a circa 7000 posti di capienza, ma non di rado il pubblico che si assiepava al campo era ben superiore, con vari spettatori che s'ingegnavano per seguire la partita anche "abusivamente", ad esempio arrampicandosi sugli alberi circostanti.
Dopo che alcuni tentativi messi in campo dall'amministrazione municipale ebbero esito infruttuoso, l'imprenditore Aniello Fontana, presidente del FC Sciaffusa, decise di assumersi direttamente l'iniziativa: l'11 maggio 2006 rilevò pertanto un terreno di 33'000 m2 nella zona industriale periferica della città, la cui destinazione d'uso venne poi modificata in ludico/sportiva nel piano regolatore generale.
Il preventivo iniziale dei costi di costruzione, pari a 160 milioni di franchi, dovette presto essere ridimensionato: nel marzo 2015 un referendum tra i cittadini di Sciaffusa bloccò un finanziamento pubblico di 2 milioni di franchi a beneficio dell'opera, che dovette pertanto essere costruita con soli capitali privati: i costi vennero così limati a 50 milioni di franchi, dei quali 16 milioni per l'edificazione dell'arena e 34 milioni per la realizzazione degli spazi commerciali annessi.
La prima pietra del nuovo impianto venne deposta il 28 agosto 2015: i lavori (costati complessivamente circa 60 milioni di franchi) vennero conclusi entro la fine del 2016.
L'inaugurazione dello stadio è avvenuta il 25 febbraio 2017 in occasione dell'incontro Sciaffusa-Winterthur, valido per il campionato di Challenge League 2016-2017 e vinto dai padroni di casa per 2-1.
L'affluenza di pubblico allo stadio si è rivelata inferiore alle attese, in particolare per la collocazione dell'impianto in una zona periferica, aspetto molto sgradito ai tifosi. Anche in virtù di ciò, nonché di alcuni calcoli preventivi troppo ottimistici sulla redditività potenziale dell'impianto, i costi di costruzione e gestione hanno finito per gravare negativamente sia sulle casse del club, sia anche su quelle delle società della famiglia Fontana, che ha dovuto attingere sistematicamente al proprio patrimonio (ad esempio alienando alcuni immobili di sua proprietà) per far fronte alle spese. La mancata promozione dello Sciaffusa in Super League (che Fontana sperava di ottenere in pochi anni dall'inaugurazione dell'impianto) cooperò a rendere i costi ancor meno sostenibili.
Tali criticità emersero nella loro totalità nel tra il 2019 e il 2020, a seguito della scomparsa del patron Aniello Fontana: il club (frattanto rilevato per la cifra simbolica di 1 franco svizzero da Roland Klein) e gli eredi del defunto presidente (che erano rimasti titolari della proprietà dello stadio) entrarono infatti in conflitto, col FCS che lamentò l'eccessiva entità del canone d'affitto dell'impianto, pari a circa 350.000 franchi all'anno (laddove il vecchio Stadion Breite costava tra i 20.000 e i 40.000 franchi annui) e la famiglia Fontana che, oltre a rimarcare le ingenti risorse immesse in 27 anni per la sopravvivenza del calcio in città (senza le quali il bilancio del club sarebbe stato praticamente sempre in passivo), evidenziò la necessità oggettiva di chiedere simili cifre per rientrare delle spese sostenute. Dopo che il club giallonero ebbe minacciato di tornare al vecchio impianto, venne trovato un accordo per scongiurare l'abbandono del nuovo stadio.

## Struttura

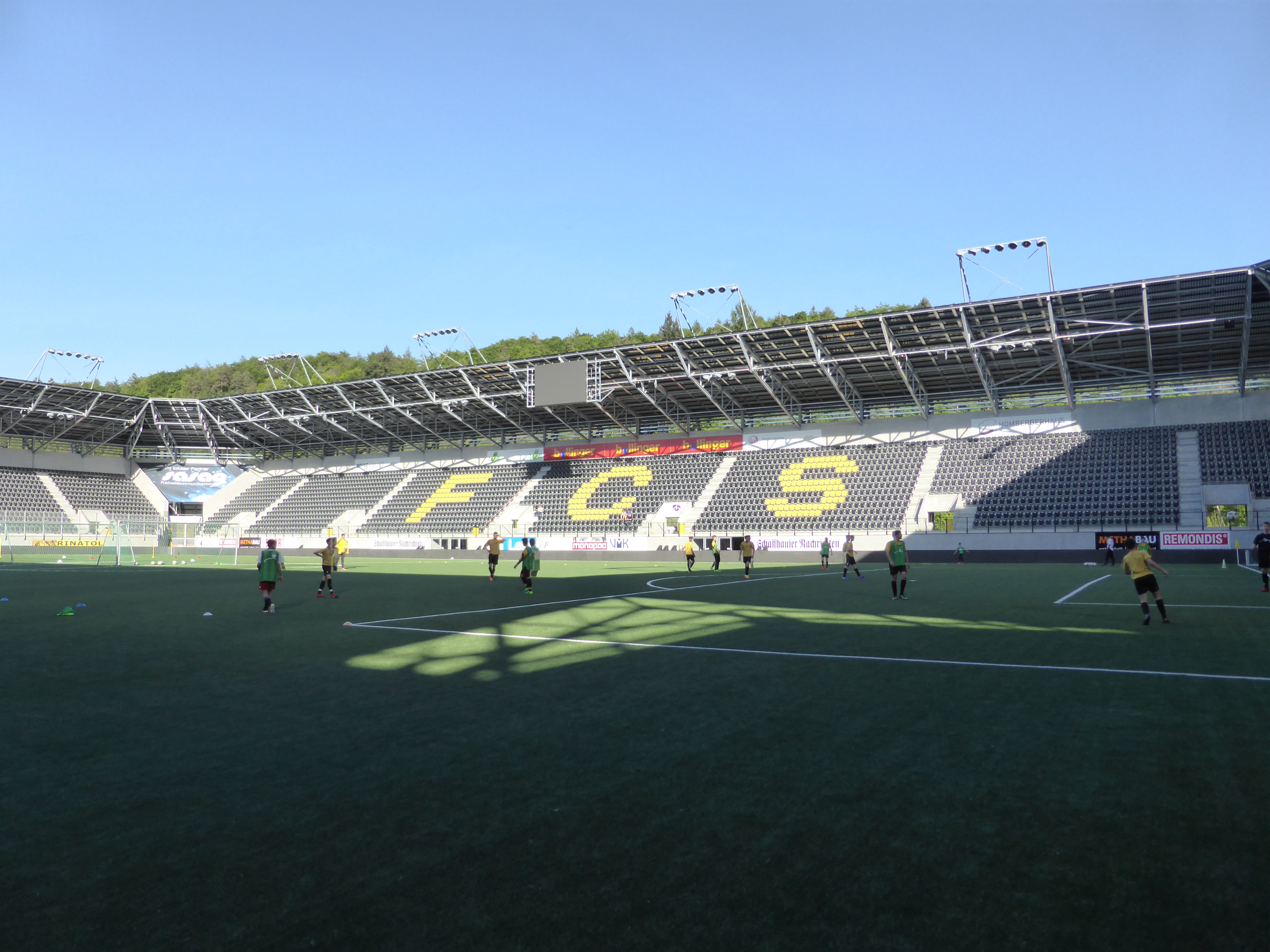
Interno

Lo stadio è ubicato nella zona industriale presso il quartiere di Herblingen, a nord del centro cittadino di Sciaffusa. Il nome è stato inizialmente concesso in licenza alla catena elvetica di negozi d'arredamento LIPO Einrichtungsmärkte AG per ragioni di sponsorizzazione; cessato tale contratto, il naming è passato dapprima a Wefox e poi a Berformance.
L'impianto presenta una struttura a pianta rettangolare: il campo da calcio è in erba sintetica e gli spalti vi si affacciano direttamente, separati unicamente da basse ringhiere. L'illuminazione del terreno di gioco è garantita da gruppi di fari montati sulla tettoia.
Lo stadio ospita al suo interno vari esercizi commerciali e di ristorazione.
Caratteristica peculiare dello stadio è la copertura degli spalti, che ripara tutti i settori ed è rivestita esternamente da pannelli solari coprenti una superficie di 8100 m² (che ne fanno la più estesa installazione fotovoltaica ubicata su di un edificio in Svizzera). L'impianto è capace di erogare una potenza massima di 1,4 megawatt picco: in condizioni di massimo soleggiamento esso sviluppa il triplo del fabbisogno di energia elettrica dello stadio, immettendo il surplus nella rete di distribuzione pubblica.